# Далний Росоховатий
Далний Росоховатий (на руски: Дальний Россоховатый) е хутор в Кантемировски район на Воронежка област на Русия.
Влиза в състава на селището от градски тип Кантемировка. Намира се на 9 km от районния център.

## География

### Улици
- ул. Лесная,
- ул. Соловьиная Роща,
- ул. Центральная.

## История
До революцията на мястото на хутора се намира фермата на помешчика. През 1924 г. тук се заселват 23 малоимотни семейства и организират комуната „Заря на свободата“.
Името си хутора получава от руската дума россоха, россошь, която означава разклонение на път или разклоняване на овраг.
През 1995 г. в хутора има 46 къщи и 97 жители, клуб и магазин.
По данни от 2010 г., в Далний Росоховатий живеят 18 души.